# Ale Yarok
O Ale Yarok (em hebraico:  עלה ירוק, em português: Folha Verde) é um partido político de Israel.
O partido apoia a legalização do uso da maconha em Israel, mas oferece uma plataforma política liberal em muitas áreas, como tributação, comércio, livre comércio, serviço militar, educação, redução da dívida nacional, etc. Participou em várias eleições, porém nunca superou a cláusula de barreira.

## Ideologia
A atual plataforma do partido é baseada na legislação sobre a cannabis, ampliação dos direitos humanos, livre mercado a institucionalização da prostituição e do jogo e a proteção ambiental, com base em soluções moderadas que não impeçam o empreendedorismo e o desenvolvimento. Em publicações oficiais, o movimento afirma que "a divisão entre a direita e a esquerda é anacrónica"; acredita que qualquer solução proposta para o conflito israelo-palestiniano deve ser submetida a referendo para ser legítima. Assume uma postura de esquerda no conflito israelo-palestiniano.
No campo da educação, o partido apoia o conceito de cheque escolar, que permite aos pais escolherem livremente a educação dos seus filhos; “Green Leaf” também apóia a separação entre religião e estado, bem como a limitação da duração do serviço militar.
O Ale Yarok apoia benefícios sociais para trabalhadores estrangeiros e a sua integração no sistema de saúde. O partido apoia os casamentos civis e o reconhecimento de todas as correntes do judaísmo. O partido também defende a separação entre Estado e religião e o fim do monopólio ortodoxo na prática da religião. O partido apoia a transferência das relações religião-estado para relações baseadas no modelo comunitário, ou seja, permitindo que o indivíduo escolha se tem interesse em serviços religiosos em questões como casamento e divórcio.

## Resultados eleitorais

### Eleições parlamentares
| Data | Líder          | CI.  | Votos  | %             | +/-  | Deputados | +/-     | Status            |
| ---- | -------------- | ---- | ------ | ------------- | ---- | --------- | ------- | ----------------- |
| 1999 | Boaz Wachtel   | 18.º | 34 029 | 1,03 / 100,00 |      | 0 / 120   |         | Extra-parlamentar |
| 2003 | Boaz Wachtel   | 14.º | 37 855 | 1,20 / 100,00 | 0,17 | 0 / 120   | Estável | Extra-parlamentar |
| 2006 | Boaz Wachtel   | 14.º | 40 353 | 1,29 / 100,00 | 0,09 | 0 / 120   | Estável | Extra-parlamentar |
| 2009 | Gil Kopatch    | 15.º | 13 132 | 0,39 / 100,00 | 0,90 | 0 / 120   | Estável | Extra-parlamentar |
| 2013 | Yaron Lerman   | 15.º | 43 734 | 1,15 / 100,00 | 0,76 | 0 / 120   | Estável | Extra-parlamentar |
| 2015 | Oren Lebovitch | 12.º | 47 180 | 1,12 / 100,00 | 0,03 | 0 / 120   | Estável | Extra-parlamentar |